# Бегала, Пол
Пол Бега́ла (англ. Paul Begala; р. 12 мая 1961 года в Нью-Джерси) — американский политический консультант, комментатор и советник президента Билла Клинтона. 
С 2002 года по июнь 2005 год вместе с Джеймсом Карвиллом вёл политическую телепередачу  на CNN Crossfire, с ним же приобрёл известность как политический консультант в рамках команды  Carville and Begala. Является профессором по теме государственной политики в университете Джорджтауна.

## Биография
Пол Бегала родился 12 мая 1961 года в Нью-Джерси и вырос в Миссури-сити в Техасе.  Является выпускником школы Джона Фостера Дуллеса в Шугар-Ленд (Техас). Окончил университет в Остине (англ. University of Texas at Austin), учился на факультете юриспруденции. Во время учёбы в университете был кандидатом в президенты студенческого правления.
Пол Бегала был главным стратегом в предвыборном штабе Билла Клинтона во время президентских выборов в США в 1992 году, чем помог губернатору Арканзаса стать первым президентом-демократом за 12 лет. Работал советником Клинтона.
Перед тем как стать соведущим программы Crossfire, вёл телепередачу Equal Time с Оливером Нордом на MSNBC.
Является автором нескольких книг о политике.